# Дискография Рики Мартина
Это дискография пуэрто-риканского певца Рики Мартина, которая не включает его предыдущую карьеру в латиноамериканском бой-бэнде Менудо. Он стал одним из самых популярных латиноамериканских певцов, продав более 85 миллионов альбомов по всему миру. Американские альбомы Мартина были распроданы 10,972,000 копиями, согласно Nielsen SoundScan.
Рики Мартин выпустил девять студийных альбомов (шесть на испанском, три на английском), два концертных альбома и шесть сборников

## Альбомы

### Студийные альбомы
| Название             | Подробности                                                                                  | Наивысшая позиция в чарте | Наивысшая позиция в чарте | Наивысшая позиция в чарте | Наивысшая позиция в чарте | Наивысшая позиция в чарте | Наивысшая позиция в чарте | Наивысшая позиция в чарте | Наивысшая позиция в чарте | Наивысшая позиция в чарте | Наивысшая позиция в чарте | Сертификации |
| Название             | Подробности                                                                                  | US                        | US Latin                  | AUS                       | FIN                       | FRA                       | GER                       | SPA                       | SWE                       | SWI                       | UK                        | Сертификации |
| -------------------- | -------------------------------------------------------------------------------------------- | ------------------------- | ------------------------- | ------------------------- | ------------------------- | ------------------------- | ------------------------- | ------------------------- | ------------------------- | ------------------------- | ------------------------- | --- |
| Ricky Martin         | - Выпущен: 26 ноября 1991 (US) - Лейбл: Sony Music Mexico - Форматы: CD, кассета             | —                         | —                         | —                         | —                         | —                         | —                         | —                         | —                         | —                         | —                         | |
| Me Amarás            | - Выпущен: 13 апреля 1993 (US) - Лейбл: Sony Music Mexico - Форматы: CD, кассета, LP         | —                         | —                         | —                         | —                         | —                         | —                         | —                         | —                         | —                         | —                         | |
| A Medio Vivir        | - Выпущен: 12 сентября 1995 (US) - Лейбл: Sony Music - Форматы: CD, кассета                  | —                         | 11                        | —                         | 10                        | 8                         | 20                        | 7                         | 51                        | 12                        | —                         | - IFPI FIN: Золото - IFPI SWI: Золото - Promusicae: 4× Платина - RIAA: Золото - SNEP: Платина                                                      |
| Vuelve               | - Выпущен: 10 февраля 1998 (US) - Лейбл: Sony Music - Форматы: CD, кассета                   | 40                        | 1                         | 2                         | 7                         | 23                        | 15                        | 1                         | 2                         | 4                         | —                         | - ARIA: 2× Платина - IFPI FIN: Золото - IFPI SWI: Платина - Promusicae: 6× Платина - RIAA: Платина - SNEP: Золото                                  |
| Ricky Martin         | - Выпущен: 1 мая 1999 (US) - Лейбл: Sony Music - Форматы: CD, кассета                        | 1                         | —                         | 1                         | 1                         | 21                        | 2                         | 1                         | 3                         | 2                         | 2                         | - ARIA: 3× Платина - BPI: Платина - BVMI: Золото - IFPI FIN: Золото - IFPI SWI: Платина - Promusicae: 3× Платина - RIAA: 7× Платина - SNEP: Золото |
| Sound Loaded         | - Выпущен: 18 мая 2000 (ES) - Лейбл: Sony Music - Форматы: CD, кассета                       | 4                         | —                         | 3                         | 11                        | 46                        | 17                        | 3                         | 3                         | 4                         | 14                        | - ARIA: 2× Платина - BPI: Платина - BVMI: Золото - IFPI FIN: Золото - IFPI SWI: Золото - Promusicae: 2× Платина - RIAA: 2× Платина                 |
| Almas del Silencio   | - Выпущен: 20 мая 2003 (US) - Лейбл: Sony Music - Форматы: CD, кассета                       | 12                        | 1                         | 21                        | 9                         | 35                        | 17                        | 2                         | 17                        | 2                         | —                         | - IFPI SWI: Золото - Promusicae: Платина - RIAA: 4× Платина(Латинская Америка)                                                                     |
| Life                 | - Выпущен: 11 октября 2005 (US) - Лейбл: Sony Music - Форматы: CD, цифровая дистрибуция      | 6                         | —                         | 44                        | 34                        | 61                        | 57                        | 8                         | 34                        | 17                        | 40                        | |
| Música + Alma + Sexo | - Выпущен: 31 января 2011 (US) - Лейбл: Sony Music Latin - Форматы: CD, цифровая дистрибуция | 3                         | 1                         | —                         | —                         | —                         | —                         | 3                         | —                         | 49                        | —                         | - RIAA: Платина (Латинская Америка) |

### Концертные альбомы
| Название                                     | Подробности                                                                                               | Наивысшая позиция в чарте | Наивысшая позиция в чарте | Наивысшая позиция в чарте | Наивысшая позиция в чарте | Наивысшая позиция в чарте | Наивысшая позиция в чарте | Наивысшая позиция в чарте | Наивысшая позиция в чарте | Наивысшая позиция в чарте | Наивысшая позиция в чарте | Сертификации                                                |
| Название                                     | Подробности                                                                                               | US                        | US Latin                  | AUS                       | FIN                       | FRA                       | GER                       | SPA                       | SWE                       | SWI                       | UK                        | Сертификации                                                |
| -------------------------------------------- | --- | ------------------------- | ------------------------- | ------------------------- | ------------------------- | ------------------------- | ------------------------- | ------------------------- | ------------------------- | ------------------------- | ------------------------- | ----------------------------------------------------------- |
| MTV Unplugged                                | - Выпущен 21 ноября 2006 (US) - Лейбл: Sony Music/ MTV Networks - Форматы: CD, DVD, цифровая дистрибуция  | 38                        | 1                         | —                         | —                         | —                         | —                         | 6                         | —                         | —                         | —                         | - Promusicae: Золото - RIAA: 2× Платина (Латинская Америка) |
| Ricky Martin Live... Live Black & White Tour | - Выпущен: 1 ноября 2007 (US) - Лейбл: Sony Music Latin - Форматы: Blu-ray, CD, DVD, цифровая дистрибуция | —                         | 12                        | —                         | —                         | —                         | —                         | 2                         | —                         | —                         | —                         | - Promusicae: Золото                                        |

### Сборники
| Название                                | Подробности                                                                                  | Наивысшая позиция в чарте | Наивысшая позиция в чарте | Наивысшая позиция в чарте | Наивысшая позиция в чарте | Наивысшая позиция в чарте | Наивысшая позиция в чарте | Наивысшая позиция в чарте | Наивысшая позиция в чарте | Наивысшая позиция в чарте | Наивысшая позиция в чарте | Сертификации                                     |
| Название                                | Подробности                                                                                  | US                        | US Latin                  | AUS                       | FIN                       | FRA                       | GER                       | SPA                       | SWE                       | SWI                       | UK                        | Сертификации                                     |
| --------------------------------------- | -------------------------------------------------------------------------------------------- | ------------------------- | ------------------------- | ------------------------- | ------------------------- | ------------------------- | ------------------------- | ------------------------- | ------------------------- | ------------------------- | ------------------------- | ------------------------------------------------ |
| La Historia                             | - Выпущен: 27 февраля 2001 (US) - Лейбл: Sony Music - Форматы: CD, кассета, DVD              | 83                        | 1                         | —                         | —                         | —                         | —                         | 13                        | 1                         | 23                        | —                         | - RIAA: 4× Платина (Латинская америка)           |
| The Best of Ricky Martin                | - Выпущен: 2001 (ES) - Лейбл: Sony Music - Форматы: CD, кассета                              | —                         | —                         | 25                        | 17                        | —                         | 29                        | —                         | —                         | 26                        | 42                        | - ARIA: Платина - BPI: Золото - IFPI FIN: Золото |
| 17                                      | - Выпущен: 18 ноября 2008 (US) - Лейбл: Sony Music - Форматы: CD, кассета, DVD               | —                         | 21                        | —                         | —                         | —                         | —                         | 16                        | —                         | —                         | —                         |                                                  |
| Greatest Hits                           | - Выпущен: 11 июля 2011 (UK) - Лейбл: Sony Music - Форматы: CD, цифровая дистрибуция         | —                         | —                         | —                         | —                         | —                         | —                         | —                         | —                         | —                         | 24                        |                                                  |
| Playlist: The Very Best of Ricky Martin | - Выпущен: 9 октября 2012 (US) - Лейбл: Sony Music Latin - Форматы: CD, цифровая дистрибуция | —                         | —                         | —                         | —                         | —                         | —                         | —                         | —                         | —                         | —                         |                                                  |
| Greatest Hits: Souvenir Edition         | - Выпущен: 1 апреля 2013 (US) - Лейбл: Sony Music - Форматы: CD, цифровая дистрибуция        | —                         | —                         | 2                         | —                         | —                         | —                         | —                         | —                         | —                         | —                         | - ARIA: Золото                                   |

## Синглы
| 1991                                                       | «Fuego Contra Fuego»                                                   | —   | 3  | —  | —  | —   | —  | —  | —  | —  | —   |                                                                                          | Ricky Martin                                                           |
| 1992                                                       | «El Amor de Mi Vida»                                                   | —   | 8  | —  | —  | —   | —  | —  | —  | —  | —   |                                                                                          | Ricky Martin                                                           |
| 1992                                                       | «Vuelo»                                                                | —   | 11 | —  | —  | —   | —  | —  | —  | —  | —   |                                                                                          | Ricky Martin                                                           |
| 1992                                                       | «Dime Que Me Quieres»                                                  | —   | —  | —  | —  | —   | —  | —  | —  | —  | —   |                                                                                          | Ricky Martin                                                           |
| 1992                                                       | «Susana»                                                               | —   | —  | —  | —  | —   | —  | —  | —  | —  | —   |                                                                                          | Ricky Martin                                                           |
| 1992                                                       | «Juego de Ajedrez»                                                     | —   | —  | —  | —  | —   | —  | —  | —  | —  | —   |                                                                                          | Ricky Martin                                                           |
| 1992                                                       | «Ser Feliz»                                                            | —   | —  | —  | —  | —   | —  | —  | —  | —  | —   |                                                                                          | Ricky Martin                                                           |
| 1993                                                       | «Me Amarás»                                                            | —   | 6  | —  | —  | —   | —  | —  | —  | —  | —   |                                                                                          | Me Amarás                                                              |
| 1993                                                       | «Que Día Es Hoy»                                                       | —   | 26 | —  | —  | —   | —  | —  | —  | —  | —   |                                                                                          | Me Amarás                                                              |
| 1994                                                       | «Entre el Amor y los Halagos»                                          | —   | 12 | —  | —  | —   | —  | —  | —  | —  | —   |                                                                                          | Me Amarás                                                              |
| 1994                                                       | «No Me Pidas Más»                                                      | —   | —  | —  | —  | —   | —  | —  | —  | —  | —   |                                                                                          | Me Amarás                                                              |
| 1995                                                       | «Te Extraño, Te Olvido, Te Amo»                                        | —   | 9  | —  | —  | 4   | —  | —  | —  | 19 | —   | - FRA: Золото                                                                            | A Medio Vivir                                                          |
| 1995                                                       | «María»                                                                | 88  | 6  | 1  | 9  | 1   | 3  | 11 | 3  | 3  | 6   | - AUS: Платина - FRA: Diamond - GER: Золото - SWE: Золото - SWI: Золото                  | A Medio Vivir                                                          |
| 1996                                                       | «A Medio Vivir»                                                        | —   | 36 | —  | —  | —   | —  | —  | —  | —  | —   |                                                                                          | A Medio Vivir                                                          |
| 1996                                                       | «Fuego de Noche, Nieve de Día»                                         | —   | —  | —  | —  | —   | —  | —  | —  | —  | —   |                                                                                          | A Medio Vivir                                                          |
| 1996                                                       | «Cómo Decirte Adiós»                                                   | —   | —  | —  | —  | —   | —  | —  | —  | —  | —   |                                                                                          | A Medio Vivir                                                          |
| 1996                                                       | «Bombón de Azúcar»                                                     | —   | —  | —  | —  | —   | —  | —  | —  | —  | —   |                                                                                          | A Medio Vivir                                                          |
| 1997                                                       | «Volverás»                                                             | —   | 6  | —  | —  | 48  | —  | —  | —  | —  | —   |                                                                                          | A Medio Vivir                                                          |
| 1997                                                       | «Nada es Imposible»                                                    | —   | 23 | —  | —  | —   | —  | —  | —  | —  | —   |                                                                                          | A Medio Vivir                                                          |
| 1997                                                       | «Dónde Estarás»                                                        | —   | —  | —  | —  | —   | —  | —  | —  | —  | —   |                                                                                          | A Medio Vivir                                                          |
| 1997                                                       | «Corazón»                                                              | —   | —  | —  | 20 | —   | —  | —  | —  | —  | —   |                                                                                          | A Medio Vivir                                                          |
| 1997                                                       | «No Importa la Distancia»                                              | —   | —  | —  | —  | —   | —  | —  | —  | —  | —   |                                                                                          | Hercules: An Original Walt Disney Records Soundtrack (Spanish Version) |
| 1998                                                       | «Vuelve»                                                               | —   | 1  | —  | —  | —   | —  | —  | —  | —  | —   |                                                                                          | Vuelve                                                                 |
| 1998                                                       | «La Copa de la Vida» «The Cup of Life»                                 | 45  | 2  | 1  | 11 | 1   | 1  | 1  | 1  | 1  | 29  | - AUS: Платина - FRA: Платина - GER: Золото - SWE: Платина - SWI: Золото                 | Vuelve                                                                 |
| 1998                                                       | «La Bomba»                                                             | —   | 27 | 27 | —  | 45  | 90 | 5  | 31 | —  | —   |                                                                                          | Vuelve                                                                 |
| 1998                                                       | «Perdido Sin Tí»                                                       | —   | 1  | —  | —  | —   | —  | —  | —  | —  | —   |                                                                                          | Vuelve                                                                 |
| 1998                                                       | «Por Arriba, Por Abajo»                                                | —   | 33 | —  | —  | —   | —  | 13 | —  | —  | —   |                                                                                          | Vuelve                                                                 |
| 1999                                                       | «Corazonado»                                                           | —   | 20 | —  | —  | —   | —  | —  | —  | —  | —   |                                                                                          | Vuelve                                                                 |
| 1999                                                       | «Livin' la Vida Loca»                                                  | 1   | 1  | 4  | 5  | 7   | 6  | 2  | 4  | 3  | 1   | - AUS: 2× Платина - FRA: Серебро - GER: Золото - SWE: Золото - UK: Платина - US: Платина | Ricky Martin                                                           |
| 1999                                                       | «She's All I Ever Had» «Bella»                                         | 2   | 1  | 28 | 10 | —   | 18 | —  | 21 | 34 | —   | - AUS: Золото - US: Золото                                                               | Ricky Martin                                                           |
| 1999                                                       | «Shake Your Bon-Bon»                                                   | 22  | 14 | 27 | 6  | —   | —  | 11 | —  | —  | 12  | - AUS: Золото                                                                            | Ricky Martin                                                           |
| 2000                                                       | «Private Emotion»                                                      | 67  | —  | 59 | 6  | 11  | 21 | —  | 8  | 9  | 9   | - SWE: Золото                                                                            | Ricky Martin                                                           |
| 2000                                                       | «She Bangs»                                                            | 12  | 1  | 3  | 3  | 36  | 34 | 2  | 1  | 7  | 3   | - SWE: Золото - UK: Серебро                                                              | Sound Loaded                                                           |
| 2001                                                       | «Nobody Wants to Be Lonely» «Solo Quiero Amarte»(с Кристиной Агилерой) | 13  | 1  | 8  | 4  | 28  | 5  | 2  | 3  | 2  | 4   | - AUS: Золото - SWE: Золото - SWI: Золото                                                | Sound Loaded                                                           |
| 2001                                                       | «Loaded» «Dame Más»                                                    | 97  | —  | 66 | —  | —   | 74 | 18 | 14 | 87 | 19  |                                                                                          | Sound Loaded                                                           |
| 2001                                                       | «Amor»                                                                 | —   | —  | —  | —  | —   | —  | —  | —  | 82 | —   |                                                                                          | The Best of Ricky Martin                                               |
| 2002                                                       | «Come to Me»                                                           | —   | —  | —  | —  | —   | —  | —  | —  | —  | —   |                                                                                          | The Best of Ricky Martin                                               |
| 2003                                                       | «Tal Vez»                                                              | 74  | 1  | —  | 43 | —   | —  | —  | —  | —  | —   |                                                                                          | Almas del Silencio                                                     |
| 2003                                                       | «Jaleo»                                                                | 122 | 1  | 23 | —  | 32  | 45 | 1  | 10 | 22 | —   |                                                                                          | Almas del Silencio                                                     |
| 2003                                                       | «Asignatura Pendiente»                                                 | —   | 5  | —  | —  | —   | —  | —  | —  | —  | —   |                                                                                          | Almas del Silencio                                                     |
| 2003                                                       | «Juramento»                                                            | —   | —  | —  | —  | —   | 92 | 11 | —  | 57 | —   |                                                                                          | Almas del Silencio                                                     |
| 2003                                                       | «Y Todo Queda en Nada»                                                 | 109 | 1  | —  | —  | —   | —  | —  | —  | —  | —   |                                                                                          | Almas del Silencio                                                     |
| 2005                                                       | «I Don’t Care» «Qué Más Da»                                            | 65  | 7  | 25 | 10 | 16  | 21 | —  | 31 | 20 | 11  |                                                                                          | Life                                                                   |
| 2005                                                       | «Drop It on Me»                                                        | 120 | —  | —  | —  | —   | —  | —  | —  | —  | —   |                                                                                          | Life                                                                   |
| 2006                                                       | «It’s Alright» «Déjate Llevar»                                         | —   | 21 | —  | 17 | 4   | —  | —  | —  | 18 | —   | - FRA: Silver                                                                            | Life                                                                   |
| 2006                                                       | «Tu Recuerdo»                                                          | 89  | 1  | —  | —  | —   | —  | —  | —  | —  | —   |                                                                                          | MTV Unplugged                                                          |
| 2006                                                       | «Pégate»                                                               | —   | 11 | —  | —  | —   | —  | —  | —  | —  | —   |                                                                                          | MTV Unplugged                                                          |
| 2007                                                       | «Gracias por Pensar en Mi»                                             | —   | —  | —  | —  | —   | —  | —  | —  | —  | —   |                                                                                          | MTV Unplugged                                                          |
| 2007                                                       | «Con Tu Nombre»                                                        | —   | 47 | —  | —  | —   | —  | —  | —  | —  | —   |                                                                                          | MTV Unplugged                                                          |
| 2007                                                       | «Somos la Semilla»                                                     | —   | —  | —  | —  | —   | —  | —  | —  | —  | —   |                                                                                          | Ricky Martin Live: Black and White Tour                                |
| 2010                                                       | «The Best Thing About Me Is You» «Lo Mejor de Mi Vida Eres Tú»         | 74  | 1  | —  | —  | —   | —  | 25 | —  | —  | —   |                                                                                          | Música + Alma + Sexo                                                   |
| 2011                                                       | «Más» «Freak of Nature»                                                | —   | 13 | —  | —  | —   | —  | 43 | —  | —  | —   |                                                                                          | Música + Alma + Sexo                                                   |
| 2011                                                       | «Frío»                                                                 | —   | 6  | —  | —  | —   | —  | —  | —  | —  | —   |                                                                                          | Música + Alma + Sexo                                                   |
| 2013                                                       | «Come with Me»                                                         | —   | —  | 3  | —  | —   | —  | 9  | —  | —  | —   | - AUS: Золото                                                                            | upcoming album                                                         |
| 2014                                                       | «Adrenalina» (Спанглиш версия)(с Дженифер Лопез и Визином)             | —   | —  | —  | —  | 122 | —  | 3  | —  | 57 | —   |                                                                                          |                                                                        |
| 2014                                                       | «Vida»                                                                 | —   | 4  | —  | —  | —   | —  | 5  | —  | —  | —   |                                                                                          | One Love, One Rhythm – The 2014 FIFA World Cup Official Album          |
| Приглашенный артист                                        |                                                                        |     |    |    |    |     |    |    |    |    |     |                                                                                          |                                                                        |
| 1993                                                       | «Todo es Vida»                                                         | —   | 14 | —  | —  | —   | —  | —  | —  | —  | —   |                                                                                          | Aprendiendo a Querer                                                   |
| 1996                                                       | «Diana»                                                                | —   | 24 | —  | —  | —   | —  | —  | —  | —  | —   |                                                                                          | Amigos                                                                 |
| 1999                                                       | «Ask for More» (c Джанет Джексон)                                      | —   | —  | —  | —  | —   | —  | —  | —  | —  | —   |                                                                                          | Janet Jackson: Ask for More (Pepsi EP)                                 |
| 2007                                                       | «Non siamo soli» «No estamos solos»                                    | —   | 21 | —  | —  | —   | 32 | 2  | —  | 3  | —   |                                                                                          | e²                                                                     |
| 2008                                                       | «Bambù»                                                                | —   | —  | —  | —  | —   | —  | 15 | —  | —  | —   |                                                                                          | Papito                                                                 |
| 2010                                                       | «Somos El Mundo 25 Por Haiti»                                          | 115 | —  | —  | —  | —   | —  | 31 | —  | —  | —   |                                                                                          | неальбомный сингл                                                      |
| 2011                                                       | «Samba»                                                                | —   | —  | —  | —  | —   | —  | —  | —  | —  | —   |                                                                                          | Música + Alma + Sexo Special Edition                                   |
| 2012                                                       | «Sexy and I Know It»                                                   | 81  | —  | —  | —  | —   | —  | —  | —  | —  | —   |                                                                                          | неальбомный сингл                                                      |
| 2012                                                       | «La Isla Bonita»                                                       | 99  | —  | —  | —  | —   | —  | —  | —  | —  | 152 |                                                                                          | неальбомный сингл                                                      |
| 2013                                                       | «Más y Más»                                                            | —   | 27 | —  | —  | —   | —  | —  | —  | —  | —   |                                                                                          | Vida                                                                   |
| 2014                                                       | «Adrenalina» (с Дженифер Лопез и Визином)                              | 94  | 2  | —  | 10 | —   | —  | —  | —  | —  | —   |                                                                                          | Альбом Визина El Regreso del Sobreviviente                             |
| «—» означает, что релиз не попал в чарт или не был выпущен |                                                                        |     |    |    |    |     |    |    |    |    |     |                                                                                          |                                                                        |